# Université de Yamagata
L'université de Yamagata (山形大学, Yamagata daigaku, couramment abrégée en Yamadai, 山大) est une université nationale japonaise, située dans les villes de Yamagata, Yonezawa, et Tsuruoka dans la préfecture de Yamagata.

## Historique
L'université a été fondée comme université nationale en 1949, mais elle trouve son origine dans une structure créée en 1878 à la suite de la création de la préfecture de Yamagata, L'école de formation des maitres de Yamagata (山形師範学校, Yamagata Shihan Gakko).

## Composantes
L'université est structurée en facultés de 1er cycle (学部, gakubu), qui ont la charge des étudiants de 1er cycle universitaire, et en facultés de cycles supérieurs (研究科, kenkyūka), qui ont la charge des étudiants de 2e et 3e cycle universitaire.

### Facultés de1ercycle
L'université compte six facultés de 1er cycle (学部, gakubu).
- Littérature et sciences sociales
- Éducation, arts, et sciences
- Sciences
- Médecine
- Ingénierie
- Agriculture

### Facultés de cycles supérieur
L'université compte neuf facultés de cycles supérieurs (研究科, kenkyūka).
- Systèmes sociaux et culturels
- Éducation et culture régionale
- Formation pour professeurs
- Éducation
- Science et ingénierie (majeure science)
- Science et ingénierie (majeure ingénierie)
- Sciences médicales
- Sciences de l'agriculture
- Science de l'agriculture, commun avec l'université d'Iwate